# Profiterole
La profiterole, parfois orthographiée profiterolle, est une pâtisserie sucrée, composée à l'origine d'un petit chou rempli de crème pâtissière, fleurette ou chantilly et recouvert très souvent d'une sauce au chocolat dans la préparation « profiteroles au chocolat ».
De nos jours toutefois, on la trouve communément remplie de crème glacée à la vanille, parfois accompagnée de chantilly.

## Histoire
(mars 2019).
Si vous disposez d'ouvrages ou d'articles de référence ou si vous connaissez des sites web de qualité traitant du thème abordé ici, merci de compléter l'article en donnant les références utiles à sa vérifiabilité et en les liant à la section « Notes et références ».
Le mot profiterole, mot féminin, tire son nom de « profit » auquel on a adjoint le suffixe diminutif -erole ; dans Pantagruel de Rabelais, il signifie « petit profit », « gratification ».
Au XVIIe siècle, les profiteroles sont des petits pains creux remplis d’un appareil, sorte de ragoût classique de l’époque (ris de veau, truffes, fonds d’artichaut, champignons) puis de morceaux de perdrix, faisan ou volailles diverses bien évidemment accompagnés de garniture. Elles peuvent être aussi servies en potage.
Les profiteroles telles qu’on les connaît aujourd’hui ne sont réalisées qu’au début du XIXe siècle ; par contre, la sauce chocolat et la glace vanille sur les choux ne sont pas encore d’actualité à cette période.
François Massialot dans Le Cuisinier royal et bourgeois (1698) donne plusieurs recettes de potage en gras ou en maigre de profiteroles avec des farcis de hachis de jambon et volaille sur un ragoût de mousserons, asperges, cul d’artichaut, crêtes de coqs, ris de veau et truffes.
En Louisiane, la recette des profiteroles aurait été apportée à La Nouvelle-Orléans il y a plus de deux cents ans et la recette de la pâtisserie est presque identique. Cependant, il était impossible d'utiliser de la crème pâtissière, un ingrédient de la recette originale de Paris : le temps était tout simplement trop chaud, plus de 30 °C en été. Le lait tournait rapidement. Ainsi, à ce jour, la crème glacée a toujours été l'ajout traditionnel mais les recettes louisianaises incluent la glace à la vanille ou au chocolat et (plus rarement) la sauce au caramel ou la ganache au chocolat.
Menon dans son Traité de cuisine (1732) et François Marin dans Les Dons de Comus (1750) donnent d’autres exemples de recettes salées en gardant le même principe.
Elles sont citées dans le Dictionnaire portatif de cuisine (1772) de François-Alexandre Aubert de La Chenaye-Desbois, A. Roux et J. Goulin 
Antoine Beauvilliers  écrit dans L’Art du cuisinier (1816) une recette de profiteroles au chocolat. Marie-Antoine Carême dans Le Cuisinier royal parisien (1828) donne une recette de profiteroles au chocolat. Il s’est clairement inspiré de François Massialot traduisant une recette salée vers une recette sucrée jusqu’au nombre et la disposition dans le plat. Antonin Carême donne aussi des recettes salées et dit s’être inspiré de Vincent de la Chapelle, qui n’a lui même fait que réaugmenter par de nouvelles recettes les livres de Massialot.
Jules Gouffé dans son Livre de cuisine (1870) explique qu’une profiterole est un petit chou.
Gustave Garlin dans Le Cuisinier moderne (1887) évoque des profiteroles garnies de crème avec un glaçage au chocolat ou au café travaillé pour un rendu lisse et brillant.
Joseph Favre explique dans son Dictionnaire universel de cuisine (1888) que les profiteroles sont faites avec de la pâte à choux et garnies d’appareils sucrés ou purée de gibier ou de volaille qui étaient mis au dernier moment dans la soupière.
Si Auguste Escoffier, Prosper Montagné et Prosper Salles ne le mentionnent pas, Ali-Bab donne en 1950 une indication de petits choux garnis de crème pâtissière et reprend l’esprit du XVIIIe siècle pour les recettes salées mais garnis de foie gras ou d’oursins suivant que le potage est maigre ou gras dans son livre, Gastronomie pratique.

## Photographies

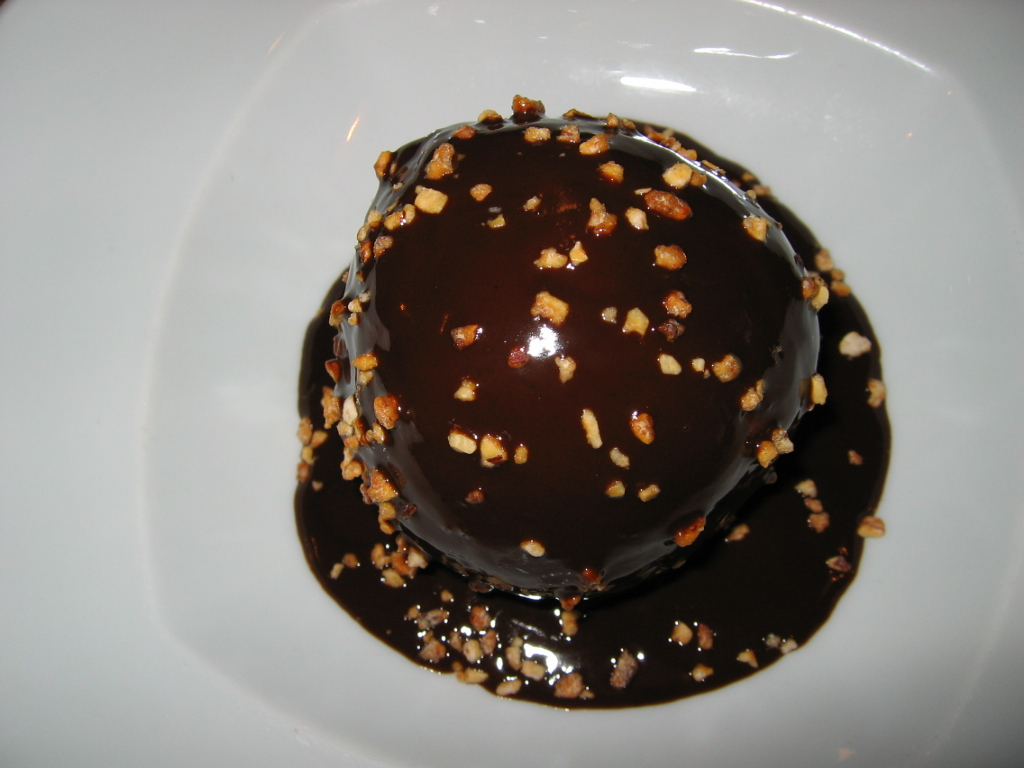
Profiterole nappée de chocolat.
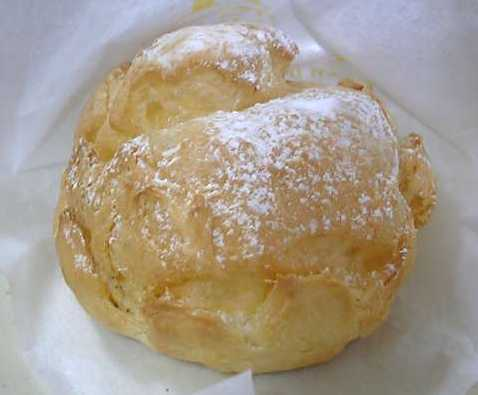
Chou à la crème.